# Colon descendent
În anatomia oamenilor și a primatelor omoloage, colonul descendent este partea intestinului gros de la flexura splenică până la începutul colonului sigmoid. Funcția colonului descendent din sistemul digestiv este de a stoca rămășițele alimentelor digerate care vor fi transferate în rect.
Colonul descendent se află pe partea stângă a corpului (cu excepția eventualelor malformații). Termenul de colon stâng este hipernim până la colon descendent în utilizare precisă; multe mențiuni ocazionale despre colonul stâng se referă în principal la colonul descendent.

## Anatomie

Diametre interioare ale diferitelor secțiuni ale intestinului gros, cu colon descendent/sigmoid (în dreapta) măsurând în medie 6,3 cm (interval 6,0-6,8 cm).

Colonul descendent începe la nivelul flexurii splenice în partea superioară stângă a abdomenului. Trece în jos prin hipocondrul stâng și regiunile lombare, de-a lungul marginii exterioare a rinichiului stâng și se termină în partea stângă inferioară a abdomenului, unde se continuă ca și colon sigmoid. Este retroperitoneal la două treimi din oameni. În cealaltă treime, are un mezenter (de obicei scurt). Alimentarea arterială vine prin artera colică stângă.

## Fiziologie
În timp ce prima parte a intestinului gros este responsabilă de absorbția apei și a altor substanțe din chim, funcția principală a colonului descendent este de a stoca deșeurile până când acestea pot fi îndepărtate din corp sub formă solidă, atunci când o persoană are o mișcarea intestinului. Scaunele se solidifică treptat pe măsură ce se deplasează de-a lungul colonului descendent. 

## Semnificație clinică
Există mai multe boli asociate colonului descendent. Printre cele mai frecvente sunt bolile inflamatorii intestinale (cum ar fi colita ulcerativă sau boala Crohn ) și cancerul de colon.

### Colita ulcerativă
Colita ulcerativă poate afecta orice parte a colonului (și a altor mucoase, cum ar fi gura), dar atunci când afectează colonul descendent, se numește colită pe partea stângă. Inflamația și ulcerele mucoasei intestinului marchează prezența acesteia. Simptomele colitei ulcerative includ diaree, sângerări, febră, dureri abdominale, mult mucus în materialul fecal și pierderea apetitului și pierderea în greutate. Metodele de tratament pot varia foarte mult, variind de la modificări ale dietei la terapia medicamentoasă până la intervenții chirurgicale corective, în funcție de gravitatea afecțiunii și de starea generală de sănătate a pacientului.

### Boala Crohn
Atunci când o persoană are boala Crohn sau colita Crohn, aceasta are leziuni pe țesuturile intestinului; acest lucru face greu pentru intestin absorbția apei și a sării. Simptomele care pot apărea la această boală includ dureri abdominale, diaree sau constipație, greață și vărsături, febră, sânge în scaun, scădere în greutate, abcese și oboseală. Nu există nici un remediu pentru boala Crohn, deși sunt disponibile multe tratamente. Tratamentul simptomatic cu antidiareice este frecvent în cazurile cu nivel scăzut în care inflamația este în mod rezonabil sub control. Tratamentul cu steroizi și / sau sulfazalazină sunt, de obicei, prima linie de management bazat pe medicamente, deși medicamentele mai noi de-a lungul liniei inhibitorilor TNF (cum ar fi infliximab și adalimumab) sunt din ce în ce mai răspândite în tratamentul afecțiunilor colonice inflamatorii. Modificarea dietei și a stilului de viață poate fi, de asemenea, utilă, deoarece stresul poate exacerba procesele inflamatorii.

### Cancerul de colon
Cancerul colonului descendent este o boală gravă. O persoană poate avea cancer de colon, dar nu are simptome în stadiile incipiente. Ca atare, sunt necesare examinări colorectale regulate sau teste de sânge ocult fecal pentru a trata boala în stadiile incipiente. Cu toate acestea, există unele semne care pot indica cancer de colon; acestea includ modificări bruște ale obiceiurilor intestinale, sângerări din rect, scaune negre, constipație frecventă și mucus în scaune. Opțiunile de tratament depind de stadiul cancerului și de starea generală de sănătate a pacientului.